# 大乗教
大乗教（だいじょうきょう）は、日本の法華系の新宗教。教祖は杉山辰子。1948年（昭和23年）に創設された。

## 歴史
教祖の杉山辰子は1868年（慶応4年）に岐阜県羽島郡笠松町で生まれた。家運挽回のために法華経行者から教えを受けたことから法華経開眼へとつながった。その後、医学を学び、仏教の精神的療法と医学的療法の組み合わせによるハンセン病の人々の救済を試みた。1914年（大正3年）名古屋市東区清水町で大乗教のもととなる仏教感化救済会を設立、翌年には東区葵町に移転した。病気、災害、貧困に苦しむ人々に慈悲を施した。そして1932年（昭和7年）6月28日に死去。
辰子の死後である1948年（昭和23年）に、辰子の意思をついだ人々により大乗教が設立される。

## 沿革
- 1946年（昭和21年）
  - 8月27日 - 東京都荏原平塚にて大乗教会を設立。
  - 10月3日 - 愛知県岡崎市にて大乗教会の設立発表会を行う。
  - 12月6日 - 愛知県刈谷市に仮本部として移転。
- 1948年（昭和23年）8月18日 - 名古屋市熱田区外土居町にて文部省より宗教法人「大乗教」として認可される。
- 1953年（昭和28年）10月10日 - 総本山釈迦堂落慶。
- 1955年（昭和30年）4月8日 - 大乗幼稚園開園。
- 1968年（昭和43年）10月6日 - 本仏殿落慶。
- 1973年（昭和48年）5月13日 - 大白象建立。
- 1973年（昭和48年）11月28日 - インド政府より仏舎利を拝受される
- 1976年（昭和51年）11月27日 - 聖仏舎利宝塔落慶。
- 2013年（平成25年） - 開教100周年
- 2023年（令和5年）11月28日 - 仏舎利奉迎50周年

## 本尊・経典
- 一尊四菩薩を本尊とし法華経を経典としている。

## 管長
- 初代：小坂井啓陽(こさかい けいよう)
- 二代：杉崎法山(すぎさき ほうざん)
- 三代：杉崎法涌(すぎさき ほうよう)
- 四代：杉崎法瑞(すぎさき ほうずい)
- 五代：杉崎法教(すぎさき ほうきょう)

## ギャラリー

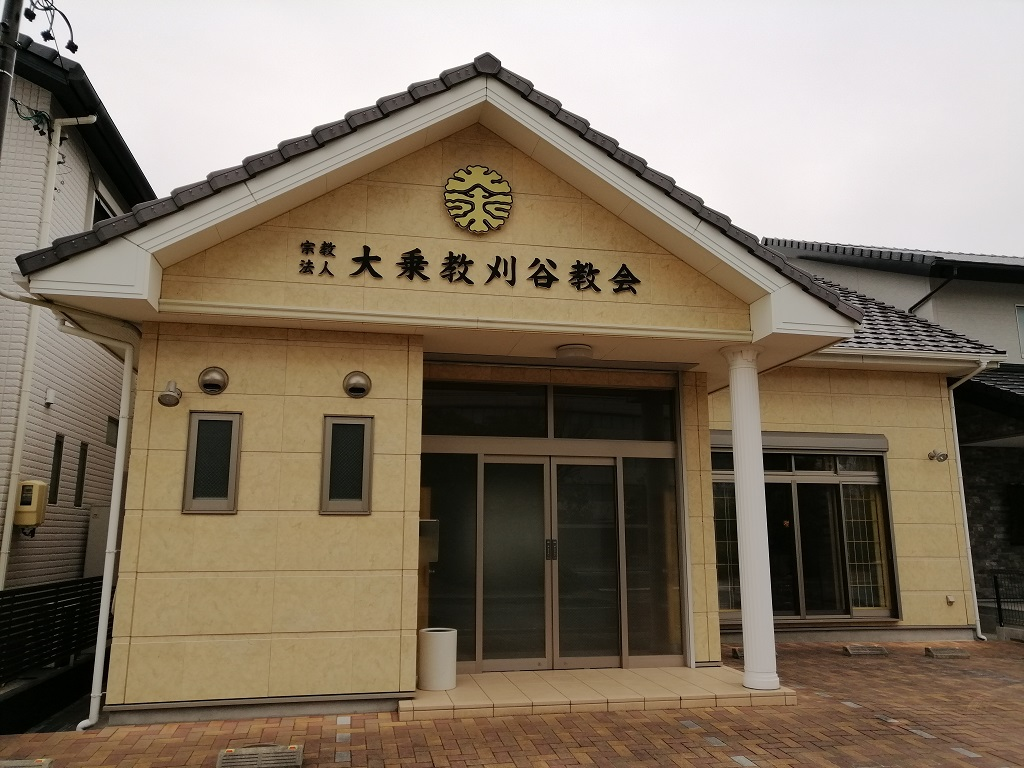
刈谷教会
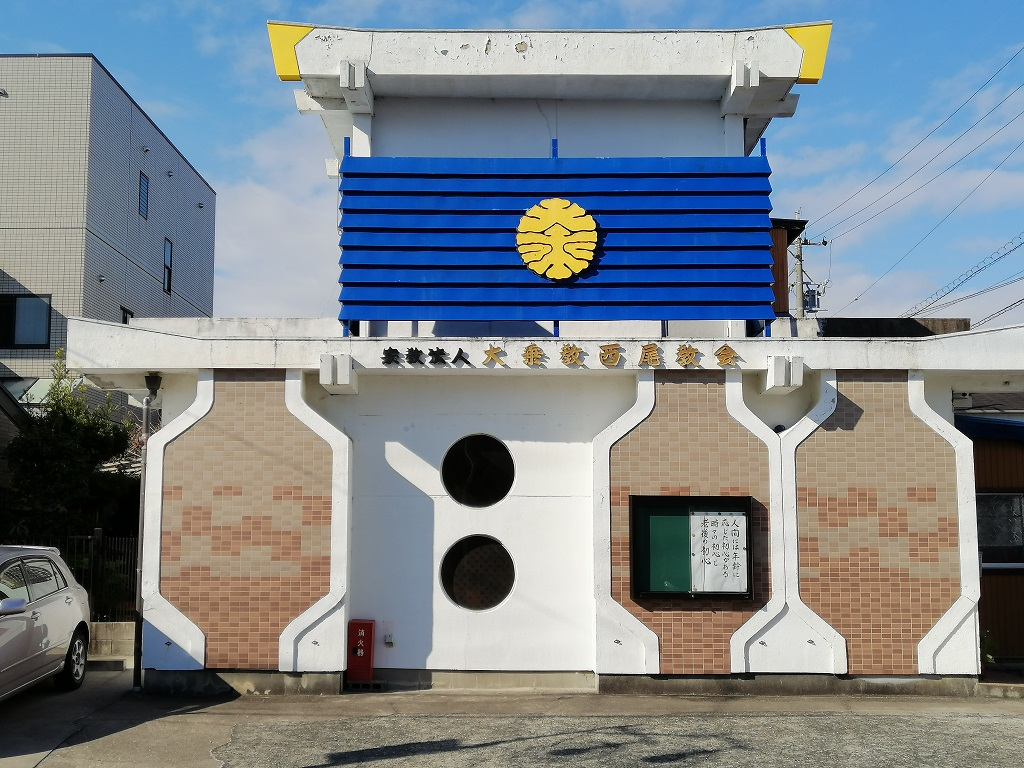
西尾教会

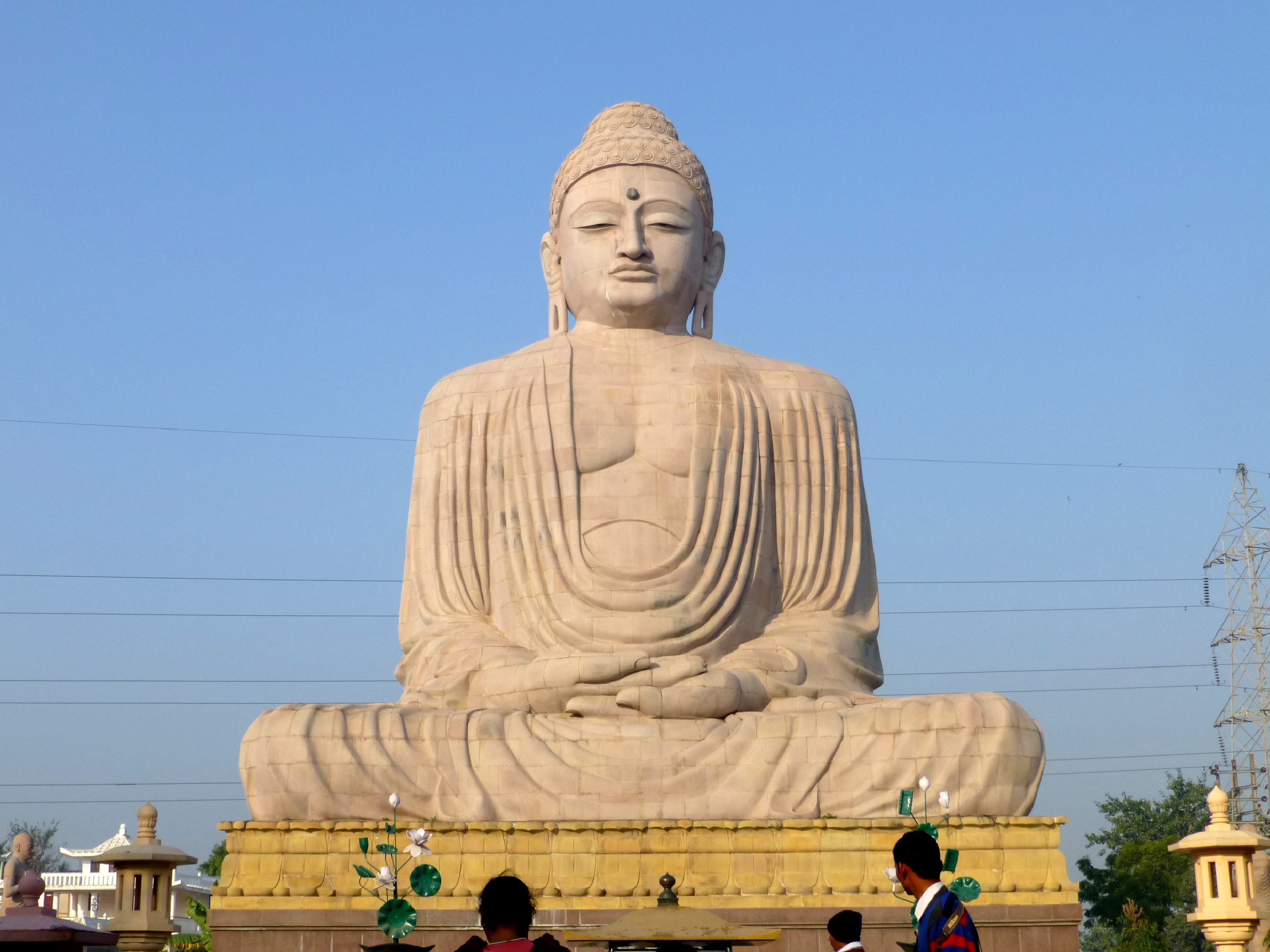
大仏

- 大乗教総本山[1]

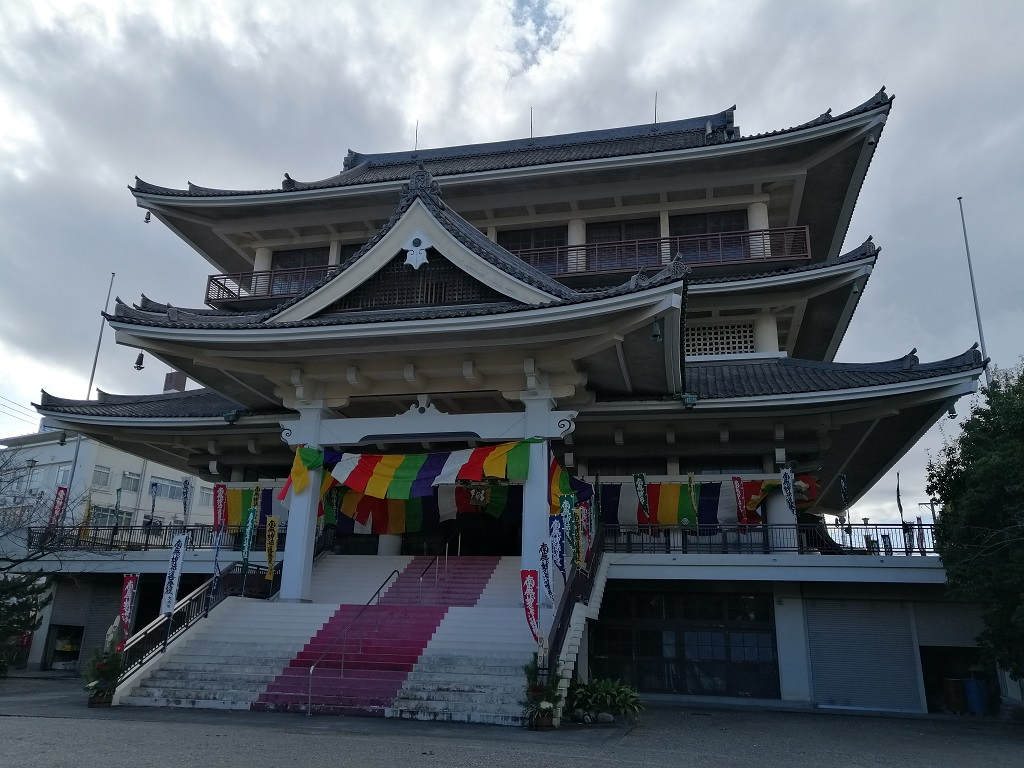
本仏殿
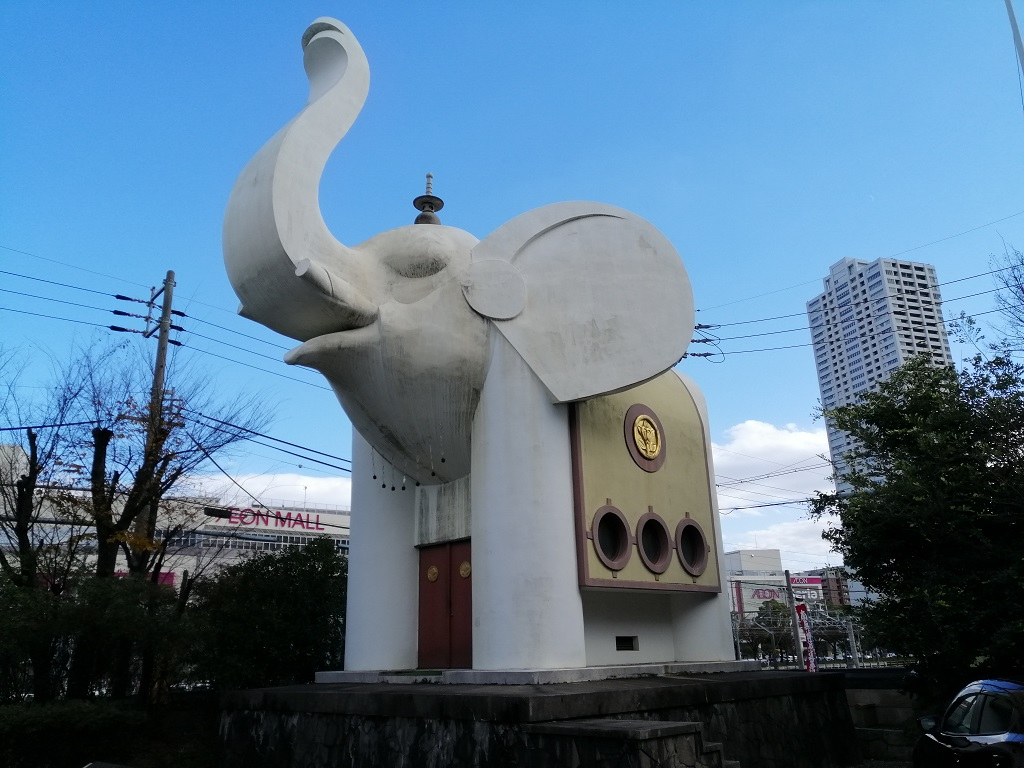
大白象
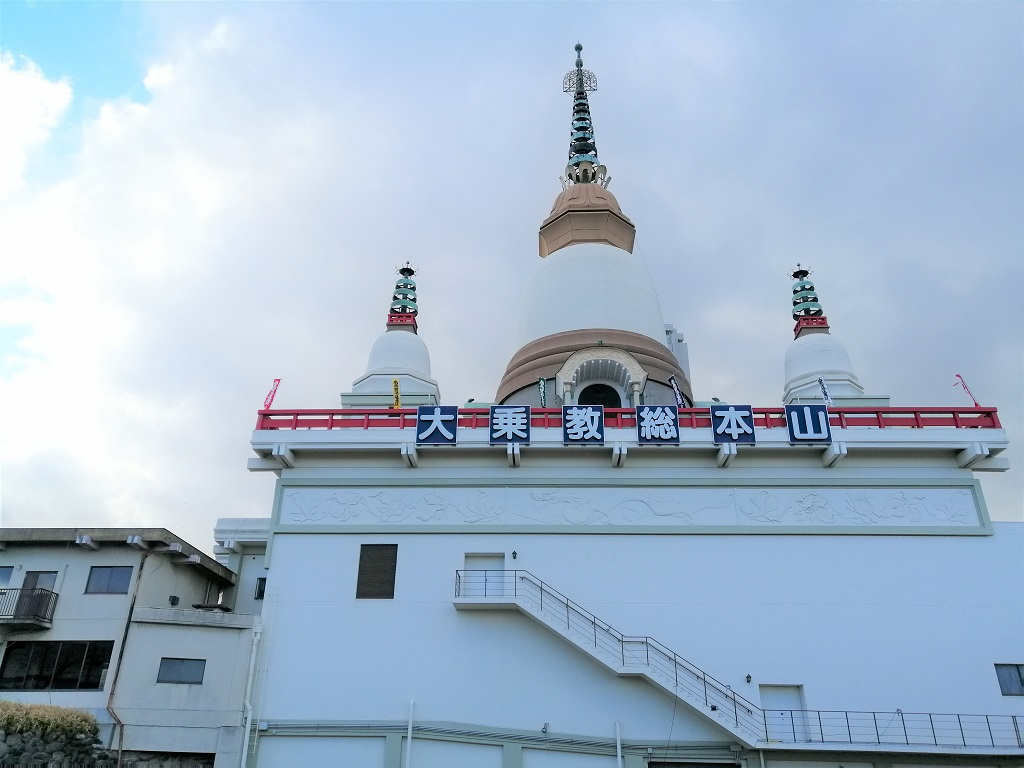
聖仏舎利宝塔

- 支部

- 刈谷教会
- 西尾教会

- インド別院

- 大仏